# Lorenzo Materazzo
Lorenzo Materazzo est un pianiste classique et musicologue italien,  interprète notamment de Bach et Scarlatti et membre de la formation électronique Ex.Wave.

## Biographie
Lorenzo Materazzo obtient son diplôme de piano en 2000 avec les plus hautes distinctions sous la direction de Alessandro Cappella. Il se perfectionne ensuite avec Franco Scala à Imola et avec Aloys Kontarsky à la Mozarteum à Salzbourg. Il suit également les classes de maître de Maurizio Pollini à l'
Académie musicale Chigiana de Sienne, Garrick Ohlsson à la Royal Academy of Music, ainsi que des séminaires avec des professeurs et pianistes tels Roberto Cappello, Nicola Frisardi, Laura De Fusco, Oleg Marshev, Piotr Lachert, Lucia Passaglia, Piero Rattalino, Andrzej Jasinski. En 2001 il enregistre la première mondiale de Improviso de Jacopo Napoli, sous le label Mnemes. En 2006, il est diplômé en musicologie du Département de Musicologie et Bien Culturel à Crémone.
En 2007, il écrit, en collaboration avec Giuseppe Stampone, la musique pour la XV Quadriennale de Rome au Palais des expositions de la capitale italienne pour deux représentations à l' Arcispedale di Santo Spirito in Saxia. En 2008 au Théâtre Smeraldo à Milan et en 2011 aux Arènes de Vérone, il est sollicité pour faire l'ouverture des concerts de Deep Purple avec la formation électronique Ex.Wave (it). En 2009, il est invité à jouer à Munich pour la Fondation George Michael. Il est également invité à jouer dans de nombreux programmes de radio tels Notturno italiano (Radio Rai 1), Radio 3 Suite (Radio Rai 3), Start (Radio Rai 1), Taccuino italiano (Rai Internazionale Radio). 
De janvier 2010 à juin 2011, il est directeur de chœur de la Schola Cantorum Aristotele Pacini et se rend en tournée à Ávila, en Espagne. 

### Publications
En 2009, en duo avec Luca D'Alberto (en) (formation Ex.Wave), il enregistre son premier album Apri gli Occhi (Do it Yourself / EMI), puis son second disque, Plagiarism, en 2011 sur le label Sony Music,.
Son premier album solo, Nowhere, sort en 2013, tandis qu'en 2014 paraît son premier ouvrage Elementi di tecnica pianistica, publié par Armelin Musica Padova,. En 2016, il commence un partenariat avec une agence de synchronisation cinématographique de Los Angeles pour son quatrième disque, Landscape. La même année, il publie son second livre, Musica classica e mezzo audiovisivo: il Documentario musicale – generi, forme e produzione, chez le même éditeur,. En 2018, il enregistre son disque  Lorenzo Materazzo plays Scarlatti & Bach sous le label Austrian Gramophone.